# پلایین
پلایین، روستایی از توابع بخش آفتاب شهرستان تهران در استان تهران ایران است.خانواده شیرازی از اهالی اصیل روستای پلائین هستند.

## جمعیت
این روستا در دهستان خلازیر قرار دارد و براساس سرشماری مرکز آمار ایران در سال ۱۳۸۵، جمعیت آن ۳۶۱ نفر (۸۱خانوار) بوده‌است.